# Tessa Polder
Tessa Polder (Capelle aan den IJssel, 10 ottobre 1997) è una pallavolista olandese, centrale della Cuneo Granda.

## Carriera

### Club
Cresciuta nella formazione federale del Talent Team fino al 2015, nella stagione 2015-16 è impegnata in Eredivisie con lo Sliedrecht.
Nella stagione 2016-17 si accorda con le tedesche del PTSV Aachen con cui disputa due campionati di 1. Bundesliga; nell'annata 2018-19, pur restando in massima serie tedesca, si trasferisce allo Schweriner con cui conquista la Supercoppa 2018 ma già nel campionato seguente fa ritorno al club di Aquisgrana.
Dopo quattro annate complessive in Germania, a partire dalla stagione 2020-21 è di scena nella Ligue A francese: il primo campionato veste la maglia dell'ASPTT Mulhouse mentre il secondo quello del Volero Le Cannet e in entrambi conquista il double nazionale vincendo sia la Coppa di Francia che lo scudetto.
Nella stagione 2022-23 si trasferisce invece in Italia per disputare la Serie A1 con la maglia della Wealth Planet Perugia; resta nella stessa divisione anche nell'annata 2023-24, accasandosi al Pinerolo, e in quella 2024-25, con la Cuneo Granda

### Nazionale
Dopo la trafila nelle selezioni giovanili olandesi, durante la quale conquista il terzo posto al XII Festival olimpico estivo della gioventù europea nel 2013, viene convocata in nazionale maggiore a partire dal 2016; in maglia oranje vince la medaglia d'argento al campionato europeo 2017.

## Palmarès

### Club
- Campionato francese: 2

2020-21, 2021-22
- Coppa di Germania: 1

2018-19
- Coppa di Francia: 2

2020-21, 2021-22
- Supercoppa tedesca: 1

2018

### Nazionale (competizioni minori)
- Festival olimpico della gioventù europea 2013